# Francesc Calvet
Pour les articles homonymes, voir Calvet.
 (septembre 2014).
Si vous disposez d'ouvrages ou d'articles de référence ou si vous connaissez des sites web de qualité traitant du thème abordé ici, merci de compléter l'article en donnant les références utiles à sa vérifiabilité et en les liant à la section « Notes et références ».
Francesc Calvet Puig, né le 29 septembre 1921 à Sant Joan Despí (Catalogne, Espagne) et mort le 30 novembre 2001 à L'Hospitalet de Llobregat, est un footballeur espagnol qui jouait au poste de défenseur.

## Biographie
Francesc Calvet provient d'une famille modeste d'agriculteurs de Sant Joan Despí. Il rejoint le FC Barcelone en 1939, une époque difficile pour le club barcelonais en pleine réorganisation après la fin de la Guerre civile espagnole (plusieurs de ses joueurs se sont exilés en Amérique ou en France). Francesc Calvet commence à jouer au poste de milieu de terrain, puis il devient défenseur latéral où il est considéré comme un des meilleurs de l'histoire du club.
Il joue avec Barcelone jusqu'en 1952. Il joue un total de 238 matchs et marque 10 buts. Il remporte quatre championnats d'Espagne, trois Coupes d'Espagne et deux Coupes Latines.
Sa dernière saison avec Barcelone (1951-1952) est la mythique saison des cinq coupes (Barça de les Cinc Copes en catalan) au cours de laquelle le Barça remporte le championnat d'Espagne, la Coupe d'Espagne, la Coupe Latine, le Trophée Martini & Rossi et la Coupe Eva Duarte.
Francesc Calvet joue ensuite au Real Oviedo. Au terme de sa carrière de joueur, il retourne aux tâches agricoles.
Le Palais des sports de Sant Joan Despí porte son nom.

### Équipe nationale
Francesc Calvet joue deux fois avec l'équipe d'Espagne. Son premier match avec l'Espagne a lieu à Bruxelles le 10 juin 1951 face à la Belgique (3 à 3). Le deuxième match a lieu une semaine plus tard à Stockholm face à la Suède (0 à 0).
Il joue aussi trois fois avec l'équipe de Catalogne en 1950.

## Palmarès
Avec le FC Barcelone :
- Vainqueur de la Coupe Latine en 1949 et 1952
- Champion d'Espagne en 1945, 1948, 1949 et 1952
- Vainqueur de la Coupe d'Espagne en 1942, 1951 et 1952